# Max Factor
Max Factor és una popular línia de cosmètics propietat de la companyia Procter & Gamble. Va ser fundada el 1909 com Max Factor & Company, per Maksymilian Faktorowicz, un cosmetòleg de Polònia. En el seu començament es va especialitzar en maquillatge per al món del cinema. Fins al 1973, any en què va ser venuda per $500 milions, Max Factor & Company va pertànyer a diverses generacions de la família Factor, convertint-se en una companyia internacional durant aquest temps. Procter & Gamble va comprar la companyia el 1991.

## Història
El 1904, després d'emigrar als Estats Units, Max Factor es va mudar amb la seva família a Los Angeles, Califòrnia; allà hi veia una oportunitat de proveir perruques i maquillatge teatral a la indústria creixent del cinema. A més de vendre els seus propis productes, aviat es va convertir en el distribuïdor de l'oest de Leichner i Minor, els dos principals fabricants de maquillatge teatral.
En els primers anys de producció de pel·lícules, el maquillatge teatral s'aplicava en barra, encara que aquest maquillatge habitual per a l'ús en els escenaris, no podia aplicar-se amb prou finesa, i els colors no funcionaven de manera satisfactòria en pantalla. Factor va començar a experimentar amb diversos compostos en un esforç per desenvolupar un maquillatge adequat per al nou mitjà que era el cinema. El 1914 havia perfeccionat el seu primer producte cosmètic. Amb aquesta fita important, Max Factor es va convertir en el referent dels cosmètics en el món del cinema. Aviat les estrelles de cinema mostraven un gran interès en provar el seu " maquillatge flexible".
En els primers anys del negoci, Factor va aplicar personalment els seus productes a actors i actrius. Va desenvolupar una reputació de ser capaç de personalitzar el maquillatge d'actors i actrius perquè en la pantalla es veiés amb la millor il·luminació possible. Entre els seus clients més notables estaven Ben Turpin, Gloria Swanson, Mary Pickford, Pola Negri, Jean Harlow, Louise Brooks, Claudette Colbert, Bette Davis, Norma Shearer, Joan Crawford i Judy Garland. Com a resultat, pràcticament totes les grans actrius del cinema eren clients habituals del saló de bellesa Max Factor, situat prop de Hollywood Boulevard.
El 1918 Max Factor va completar el desenvolupament de la seva gamma "Harmonia Color", que eren pólvores per a la cara, que a causa de la seva àmplia gamma de colors, li va permetre personalitzar i proporcionar maquillatge més consistent per a cada actor o actriu de forma individual. Va crear moltes de les aparences d'actrius com Clara Bow amb els seus llavis pintats en forma de cor/pierrot. Anys més tard, va exagerar els llavis naturalment carnosos de Joan Crawford per distingir-la de les moltes aspirants a estels que volien copiar el look de Clara Bow que ell mateix havia creat. També va crear tons específicament per a elles: "platí" (per a Jean Harlow), "mitjà especial" (per a Joan Crawford), "fosc" (per Claudette Colbert) o "llum egípcia" (per Lena Horne). Per a Rodolfo Valentino va crear un maquillatge que complementava el seu color i emmascarava el to bru de la seva pell en pantalla.
El 1920 Max Factor va cedir al suggeriment del seu fill Frank i oficialment va començar a referir-se als seus productes com a "maquillatge", basat en la frase verbal "maquillar" (la cara d'algú). Fins llavors s'havia utilitzat el terme "cosmètics"; el terme "maquillatge" era considerat vulgar per a ser utilitzat només per a persones del teatre o de dubtosa reputació i no alguna cosa que s'utilitzés en la societat.
El 1922, mentre estava de vacances a Europa amb la seva esposa, Factor va visitar la seu de Leichner a Alemanya. En aquell temps, era el major detallista del maquillatge teatral; no obstant això, va ser rebutjat i va quedar en espera en la recepció. Molest pel tracte que li havien donat, va marxar immediatament va enviar un telegrama als seus fills per començar a vendre la seva pròpia marca de maquillatge teatral. Fins llavors, Factor solament havia intentat fer el seu propi maquillatge per a ús entre els seus clients, però no havia fet cap intent de comercialitzar-ho entre els clients d'altres marques. Es va concentrar en els seus propis productes, que va oferir en un tub plegable, en comptes de l'habitual, que tenia forma de barra i era utilitzat pels fabricants. El seu maquillatge teatral no només era més higiènic, també podia aplicar-se de manera més fina i uniforme. Aviat, Max Factor va passar a ser la marca capdavantera.
Durant la dècada del 1920 els seus fills Davis i Frank es van involucrar molt en el negoci, amb Davis com el gerent general i Frank ajudant al seu pare en el desenvolupament de nous productes.
El 1925, la companyia va rebre la seva comanda més gran fins al moment, quan es va haver de completar una comanda urgent per a subministrar 600 litres de maquillatge oliva de tipus lleuger per al repartiment de la pel·lícula Ben- Hur per tal de garantir que el color de la pell dels extres del rodatge als Estats Units coincidís amb la dels extres italians de pell més bruna en les escenes filmades a Itàlia.
El 1926, Max i Frank Factor van desenvolupar el primer maquillatge teatral a prova d'aigua per a la pel·lícula Mare Nostrum.
En la dècada del 1920 Max Factor començà a ser conegut fora de la comunitat cinematogràfica, la qual cosa va portar a l'empresa, a principis de la dècada del 1930, al desenvolupament d'un departament intern de relacions públiques.

## Distribució nacional
Mentre Max Factor era feliç perquè l'empresa seguia sent un proveïdor especialitzat de productes per a la comunitat cinematogràfica, els seus fills estaven convençuts que podien convertir a la companyia en una empresa molt més gran. La distribució nacional va començar el 1927 quan Sales Builders, una companyia de distribució, va obtenir els drets per publicitar, distribuir i vendre els productes de Factor.
A causa de la seva forta connexió amb la comunitat cinematogràfica, Max Factor va poder utilitzar el respatller de celebritats de la gran pantalla en la publicitat dels seus productes. A canvi d'un pagament nominal d'1 dòlar a l'actriu, la publicitat també promocionaria l'última pel·lícula de l'estrella.

## Maquillatge pancromàtic
La introducció del so al cinema va donar lloc a la substitució de les sorolloses llums de carboni per llums de tungstè, que eren molt més silencioses, més calentes i creaven una llum més suau. Al mateix temps la pel·lícula ortocromàtica, que fins aquell moment havia estat utilitzada per la indústria, va ser substituïda per la supersensible i ràpida pel·lícula pancromàtica que enfosquia notablement els tons de la pell. Aquestes novetats van requerir sis mesos per arribar a crear un maquillatge compatible amb el nou entorn, perquè els productes existents havien estat dissenyats per al cinema en blanc i negre i no eren adequats per a l'ús diari. Aquest nou "maquillatge pancromàtic" va ser registrat l'octubre del 1929.

## Maquillatge "Pa-Cake"
El desenvolupament del cinema en Technicolor va requerir que la companyia desenvolupés una nova línia de productes perquè el maquillatge pancromàtic deixava una lleugera lluentor a la pell que reflectia els colors de l'entorn. Com que molts actors i actrius en color es veien malament es van negar a aparèixer en pel·lícules en color. Mentre Max Factor es recuperava després de ser atropellat per una furgoneta de repartiment, Frank Factor va prendre la davantera en els dos anys que es va trigar a desenvolupar un maquillatge adequat, inicialment anomenat " TD" i després rebatejat com a "Pa-Cake". Es va vendre en forma de coca sòlida i s'aplicava amb una esponja humida, que oferia l'avantatge d'ocultar les imperfeccions de la pell sota un acabat mat transparent. El seu primer ús en una pel·lícula va ser a Vogues of 1938.
Va ser un èxit immediat i els seus avantatges va provocar que les dones robessin el maquillatge dels sets de rodatge i l'usessin en privat. El seu únic desavantatge per a l'ús diari va ser que no es podia utilitzar a la nit, ja que feia que la pell es veiés massa fosca excepte sota les potents llums utilitzades en els estudis de cinema. Mentre Max Factor volia reservar el producte per a l'ús cinematogràfic, Frank Factor estava obert a les possibilitats comercials i va començar a desenvolupar tons més clars. En aquell moment l'empresa només era capaç de produir per satisfer la demanda dels estudis cinematogràfics, la qual cosa va retardar el llançament comercial fins que la producció es va poder incrementar. La companyia va utilitzar el llançament de Vogue of 1938 l'agost de 1937 i cinc mesos més tard The Goldwyn Follies, la segona pel·lícula en usar aquest maquillatge, per llançar comercialment "Pa-Cake" per al públic general, recolzat per una campanya nacional de publicitat basada en el color. Immediatament es va convertir en l'article de maquillatge més ràpid i més venut de tots es temps, així com el maquillatge estàndard a utilitzar en totes les pel·lícules en technicolor.

## Micròmetre de bellesa
En els anys 30, Factor va ajudar a desenvolupar un dispositiu similar a una màscara per mesurar el contorn de la cara dels subjectes. El va anomenar el "micròmetre de la bellesa". El seu objectiu era detectar fallades estructurals fins i tot amb prou feines visibles, que podien ser magnificades davant la càmera. Un tècnic podia llavors aplicar el maquillatge per ocultar el problema.

## Mort de Max Factor
Després de la mort de Max Factor el 1938, Frank Factor va prendre el nom de Max Factor, Jr, i va expandir la firma de cosmètics, juntament amb membres de la família com Factor Sidney, Louis Factor, Factor Davis i Max Firestein. El 1939 Max Factor, Jr., va començar el desenvolupament d'una barra de llavis a prova de taques que també no irritava o canviava de color. Es va construir una màquina de besar per posar a prova la resistència de la fórmula a la decoloració. El resultat va ser llançat el 1940 com "Tru-Color" en sis tons de vermell. Durant la Segona Guerra Mundial Max Factor va desenvolupar tons de maquillatge per al camuflatge del Cos de Marines dels Estats Units.
El 1947, després de 26 mesos de desenvolupament, la companyia va llançar "Pa-Stik", un maquillatge en crema subministrat en forma de barra i dissenyat per aprofitar els últims canvis en la il·luminació de l'estudi i estoc de les pel·lícules. Aquest producte era ràpid d'aplicar, i gens gras. Va ser llançat al públic el 1948 i va ser un altre èxit comercial immediat.
El 1951, la companyia va ampliar la seva gamma per oferir xampú masculí, loció per després de l'afaitat, desodorants i escumes d'afaitar.
La introducció de la televisió en color portà l'empresa a desenvolupar Max Factor TV, que es va convertir en l'estàndard per a l'ús en la televisió en color.
El 1955 la companyia va llançar "Electrique", la seva primera fragància i tres anys més tard "Primitif". El 1956 Max Factor inc. va comprar Salis Builders, que fins aquell moment gestionava totes les seves vendes i les seves distribució nacional. Això va portar a una completa reorganització de la companyia pel que fa a la divisió de mercat, publicitat, vendes i distribució a Amèrica.Durant la dècada del 1960, Max Factor, Jr., Max Firestein i els nets Factor Donald, Alfred Jay Firestein i Chester Lee Firestein encara estaven involucrats. Sota el seu lideratge, el 1965 Max Factor, Jr., va establir "Geminesse", una línia de maquillatge, cura de la pell i productes com perfums que eren venuts solament per empleats uniformats en els grans magatzems. Els envasos i els productes eren diferents; molts dels contenidors van ser dissenyats per semblar-se a escultures gregues.
Els anys 1960 van veure com la companyia es convertia en una empresa pública i les seves accions classe A van entrar en la Borsa de Valors de Nova York. Aquest període també va veure la tercera generació de la família Factor, Factor Barbara, Factor Jr. Davis, Donald Factor, Alfred Firestein, i Chester Firestein arribar als llocs de responsabilitat dins de l'empresa. Les seves oficines són ara un museu situat al centre de Hollywood.

## Fusió amb Norton Simon
A principis de 1970 Factor Sidney s'havia retirat de la junta, i Factor Barbara, Factor Donald i Factor Jr. Davis, de la tercera generació, també havien deixat la companyia per altres interessos professionals. Com a resultat es va produir la disminució de la participació familiar. Factor Davis era encara president de la junta, mentre que Alfred Jay Firestein era president i conseller delegat, quan el 1973 la companyia va acordar fusionar-se amb Norton Simon. Aquest esdeveniment es va veure entelat setmanes després per la sobtada mort d'Alfred Jay Firestein a l'edat de 48 anys. Chester Firestein el va succeir com a president de la companyia, solament per renunciar tres anys més tard, el 1976, per dedicar el seu temps a altres interessos personals; va ser reemplaçat per un membre exterior a la família. La seva marxa de l'empresa juntament amb la de Max Factor, Jr., significava que des de llavors cap membre de la família propera de Max Factor treballaria per a l'empresa.
Durant el temps de Chester Firestein a càrrec de la companyia es va expandir a l'estranger i va llançar molts nous productes que van incloure el perfum Musk for Men per a home, maquillatge ultralluent resistent a l'aigua i, el 1975, la reeixida línia Halston de fragàncies, que es va convertir ràpidament en la segona fragància d'un dissenyador més venuda al món, darrere de Chanel No. 5.
Va ser sota Norton Simon que Max Factor va llançar "Maxi", una línia de maquillatge dirigida a un consumidor més jove i intel·ligent. Maxi venia productes orientats als gustos dels adolescents, com per la lluentor de llavis, coloret i llapis labials. Maxi tenia un preu per competir amb els líders del mercat Bonne Bell i CoverGirl. Però ni Maxi, Geminesse, ni Max Factor van ser capaços d'aixecar la disminució dels beneficis i quota de mercat de la companyia als Estats Units.
El 1983 Norton Simon va ser adquirida per Esmark, moment en què ja ningú en la família Factor participava en les operacions diàries de l'empresa. Un any més tard es va fusionar amb Esmark Beatrice Foods, que va agrupar Max Factor en la seva secció de bellesa Playtex i va traslladar la seu de Max Factor de Los Angeles a Stamford, Connecticut. El 1986, Ronald Perelman de Revlon va comprar la divisió de bellesa Playtex per $ 500 milions. El 1991, Revlon va vendre Max Factor a Procter & Gamble per $ 1,5 mil milions.
Per al primer trimestre de 2010, Procter & Gamble no potencià Max factor als Estats Units; va preferir dedicar els seus esforços de màrqueting en línies més reeixides com CoverGirl. Max Factor va continuar comercialitzant-se a l'estranger. Max Factor també està disponible a través de Drugstore.com als Estats Units.

## Innovacions
A Max Factor se li reconeixen moltes innovacions cosmètiques entre les quals cal destacar:
- 1914: Va llançar el primer cosmètic fet especialment per a la gran pantalla, amb una capa més prima d'12 ombres. Tenia format crema en flascons, en comparació amb les capes més gruixudes i pastoses que s'usaven en el teatre.
- 1917: Va llançar "el blanquejador líquid suprem" que proporciona els mitjans per obtenir una suavitat d'alabastre en el coll, espatlles, braços i mans.
- 1918: Va llançar "Harmonia de color", una gamma de pólvores per a la cara que a causa de la seva àmplia diversitat de tons permetia la constant personalització del maquillatge per a un actor individual o actriu.
- 1925: Va llançar l'esmalt per a ungles "suprem Max factor", en envàs de metall; era una pólvora color beix que es ruixava sobre les ungles i es polia amb una camussa; donava a les ungles brillantor i un lleuger tint.
- 1927: Va llançar "Society Nail Tint", una envàs petit de porcellana que contenia crema rosada. S'aplicava sobre l'ungla i es polia amb una camussa, aportant un color rosa natural. "Society Nail White" també va ser llançat en aquell període. Era un tub de líquid blanc que s'aplicava sota les puntes de l'ungla i es deixava assecar; el resultat, s'assemblava a la moderna manicura francesa.
- 1928: Va desenvolupar cosmètics especials per a l'ús en pel·lícules en blanc i negre. El senyor Max va ser guardonat amb un premi Óscar per la innovació.
- 1930: Va inventar la lluentor de llavis.
- 1932: Va desenvolupar la línia de "maquillatge per a televisió" específicament per a cobrir les necessitats de la filmació en televisió.
- 1934: Va llançar l'esmalt per a ungles líquid precursor de l'esmalt d'ungles actual.
- 1935: Va obrir l'exclusiu saló d'estètica Max Factor a Los Angeles.
- 1937: Va llançar "Pa-Cake", el precursor del maquillatge pastís, originalment desenvolupat per a les pel·lícules a color.
- 1940: Va llançar "Tru-Color" el primer pintallavis indeleble, a prova de taques.
- 1945: Va publicar el seu primer tutorial sobre com contornejar la cara, per a rostres de diferents formes (Contouring).
- 1948: Va llançar el maquillatge "Pa-Stik".
- 1954: Va llançar "Erace", el corrector original i també va desenvolupar una línia de cosmètics específicament per a les necessitats de la televisió en color. (Aquesta línia va romandre com l'estàndard per al maquillatge en TV fins a l'arribada de la televisió en HDTV.)
- 1971: Va llançar el primer maquillatge a "prova d'aigua".
- 1980: La filial japonesa va adquirir un antioxidant derivat del sake, anomenat "Pitera". Posteriorment Max Factor va llançar "Max Factor Secret Key with Pitera", que més tard seria canviada el nom SK- II.
- 1988: Va llançar el primer rímel sense color.
- 2000: Va llançar la primera lluentor per a llavis que durava fins a 12 hores sense transferir color al llavi, "Lipfinity" (lluentor de llavis).
- 2008: Va llançar el primer rímel "amb efecte pestanya falsa" (rímel).